# Megan Barry
Pour les articles homonymes, voir Barry.
Megan Barry, née Megan Christine Mueller le 22 septembre 1963 à Santa Ana, en Californie, est une femme politique américaine, membre du Parti démocrate. Elle est la maire de Nashville, dans le Tennessee, de 2015 à 2018.